# Trevor Horne (homme politique canadien)
Trevor Horne (né le 24 mars 1991) est un homme politique canadien, élu à l'Assemblée législative de l'Alberta lors de l'élection provinciale de 2015. Il représente la circonscription de Spruce Grove-Saint-Albert en tant qu'une membre du Nouveau Parti démocratique de l'Alberta. Il a été un étudiant en science politique à l'Université MacEwan (en)